# Allouville-Bellefosse
Allouville-Bellefosse è un comune francese di 1 179 abitanti situato nel dipartimento della Senna Marittima, nella regione della Normandia.

## Società

### Evoluzione demografica
Abitanti censiti